# 遠州はまきた飛竜まつり
遠州はまきた飛竜まつり（えんしゅうはまきたひりゅうまつり）は、浜松市浜名区で毎年6月第1土・日曜日に行われる祭りである。1991年から行われている。

## 概要
会場は天竜川中瀬緑地である。天竜川中瀬緑地の会場では凧揚げや花火の打ち上げなどが行われ、一番の盛り上がりを見せている。
また浜北駅・西鹿島駅からは無料のバスで行くことができる。

## 沿革
- 前身-浜北まつり。1974年8月より開催された。
- 1991年-第1回遠州はまきた飛竜まつりを天竜川運動公園で開催。開催月を6月に変更。
  - 6月に開催時期を変更したのは、区内(当時は浜北市内)での祭典が少なく、近隣地区でも大きなイベントが少ないため。
- 1998年-第8回より場所を天竜川中瀬緑地に移動し、2日間開催へ。
- 2001年-第11回よりなゆた浜北会場でも開催。2カ所開催へ。

## 内容
天竜川中瀬緑地会場
天竜川西岸の河川敷を使用した6ヘクタールの会場である。
- 大凧揚げ - 浜松まつりの大凧とは糸目のつけ方など形・文化共に異なる浜北地区独自の浜北凧と呼ばれるものである。
- 火祭り-火祭りなどに使用されるシンボルの竜は、長さ5m以上、頭だけでも2m以上ある。2010年現在では3代目。
- 練り - 浜松まつりの影響を受けている。
- 花火
- 遠州大念仏
- 水の道物産展

※この他、随時ラッパが吹かれるが浜松まつりの影響である。
なゆた・浜北会場
- 和太鼓の演奏、よさこい演舞、ポリネシアンダンス、太極拳など。内容は変更される可能性があるので、主催者発表を参照されたい。

### ミス浜北コンテスト
3名のミス浜北を選出するミスコンテスト。2008年まではなゆた浜北会場にて公開選考されていたが、2009年より非公開の書類などによる選考となり、2日目に天竜川中瀬緑地会場で発表される。
歴代ミス浜北グランプリ受賞者
- 初代（1974年）
- 2代（1975年）
- 3代（1976年）
- 4代（1977年）

…
- 33代（2006年）
- 34代（2007年）
- 35代（2008年）